# Morcuera (Soria)
Morcuera es una localidad española de la provincia de Soria, en la comunidad autónoma de Castilla y León. Pertenece al municipio de San Esteban de Gormaz.

## Ubicación
Se ubica en la comarca Tierras del Burgo y en el partido judicial de El Burgo de Osma. Desde el punto de vista jerárquico de la Iglesia católica forma parte de la diócesis de Osma la cual, a su vez, pertenece a la archidiócesis de Burgos.

## Historia

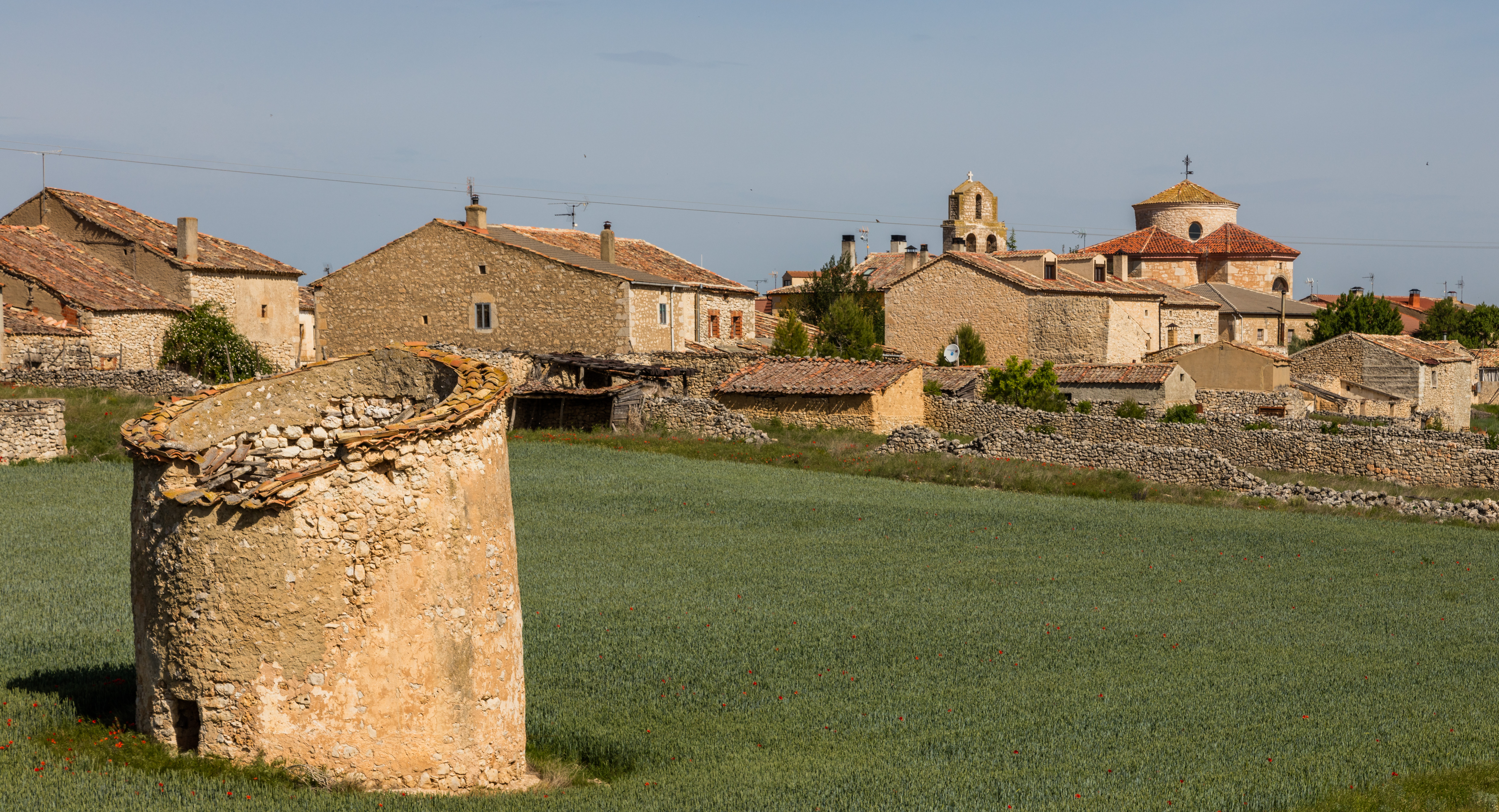
Vista del municipio con un palomar en primer plano.

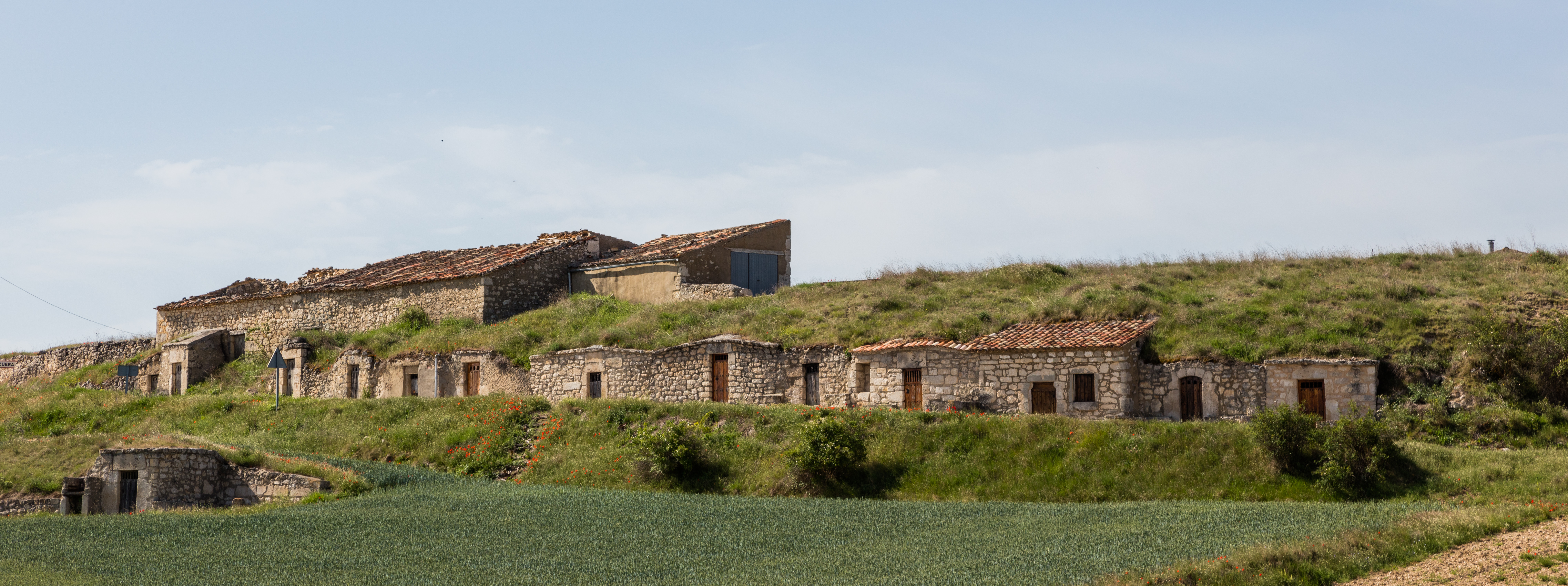
Vista de algunas de las bodegas de Morcuera.

En el censo de 1879, ordenado por el conde de Floridablanca,  figuraba como lugar del Partido de San Esteban de Gormaz en la Intendencia de Soria, conocido entonces como La Morcuera,  con jurisdicción de señorío y bajo la autoridad del alcalde pedáneo, nombrado por la marquesa de Villena.  Contaba entonces con 300 habitantes.
A la caída del Antiguo Régimen la localidad se constituye en municipio constitucional  en la región de Castilla la Vieja, partido de El Burgo de Osma, que en el censo de 1842 contaba con 76 hogares y 300 vecinos.
A finales del siglo XX este municipio desaparece porque se integra en el municipio de San Esteban de Gormaz, contaba entonces con 46 hogares y 128 habitantes.

## Geografía humana

### Demografía
| Gráfica de evolución demográfica de Morcuera entre 1842 y 1970 |
| |
| Población de derecho según los censos de población del INE Población de hecho según los censos de población del INEEntre el censo de 1981 y el anterior, este municipio desaparece porque se integra en el municipio 42162 (San Esteban de Gormaz) |

En el año 1981 contaba con 69 habitantes, concentrados en el núcleo principal, pasando a 15 en 2015, 10 varones y 5 mujeres.
| Gráfica de evolución demográfica de Morcuera (Soria) entre 2000 y 2015                           |
|                                                                                                  |
| Población de derecho (2000-2010) según los censos de población del INE a 1 de enero de cada año. |